# 木下義介

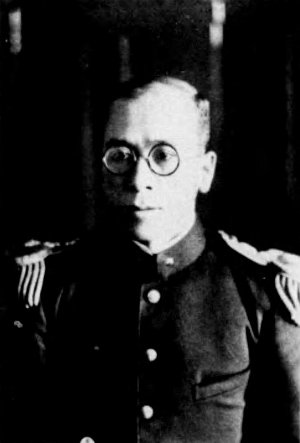
木下義介

木下 義介（きのした ぎすけ、1890年（明治23年）1月21日 - 1972年（昭和47年）8月21日）は、日本の政治家、内務官僚。衆議院議員、政友会系官選県知事、初代諫早市長。旧姓は宮本。

## 経歴
長崎県北高来郡諫早村（諫早町を経て現諫早市）出身。宮本彦雄の四男として生まれ、木下敬太郎の養子となる。第五高等学校を卒業。1914年11月、文官高等試験行政科試験に合格。1915年、東京帝国大学法科大学英法科を卒業。内務省に入省し三重県属となる。
以後、香川県警視、兵庫県警視、島根県書記官・警察部長、広島県書記官・警察部長、熊本県書記官・警察部長、愛知県書記官・警察部長、兵庫県書記官・警察部長、青森県書記官・内務部長、山形県書記官・内務部長、警視庁書記官官房主事などを歴任。
1931年12月、犬養内閣が成立すると宮崎県知事に登用された。1932年5月、日向中央銀行と宮崎銀行（旧）が営業休止となり、新銀行、日向興業銀行（現：宮崎銀行）の設立を指導し県内経済の安定を図った。1933年6月、香川県知事に転任。瀬戸内海の国立公園指定（瀬戸内海国立公園）に尽力した。1935年1月に知事を退任。同年10月に退官し帝国水難救済会理事となった。
1940年、諫早市発足により、初代市長に就任。1942年4月、諫早市長を退任して、第21回衆議院議員総選挙に長崎県第一区から翼賛政治体制協議会推薦として出馬し当選。衆議院議員を一期務めた。その他、内閣委員、大東亜省委員を歴任。
戦後、翼賛政治体制協議会推薦の衆議院議員であったため公職追放となった。

## 著作
- 木下義介述『海外ヨリ見タル外事警察』警察協会福岡支部、1925年。
- 『海難の護り』帝国水難救済会、1936年。